# Песочный (Костромская область)
Песочный — посёлок в Вохомском районе Костромской области России. Входит в состав Тихоновского сельского поселения.

## История
В 1966 г. указом президиума ВС РСФСР посёлок Средневохомского лесопункта переименован в Песочный.

## Население
| 2008 | 2010 | 2014 |
| ---- | ---- | ---- |
| 213  | ↗218 | ↘163 |